# Cantonul Pont-en-Royans
Cantonul Pont-en-Royans este un canton din arondismentul Grenoble, departamentul Isère, regiunea Rhône-Alpes, Franța.

## Comune
- Auberives-en-Royans
- Beauvoir-en-Royans
- Châtelus
- Choranche
- Izeron
- Pont-en-Royans (reședință)
- Presles
- Rencurel
- Saint-André-en-Royans
- Saint-Just-de-Claix
- Saint-Pierre-de-Chérennes
- Saint-Romans